# 八幡神社 (伊東市宇佐美)
八幡神社（はちまんじんじゃ）は、静岡県伊東市宇佐美にある神社。地名を冠して宇佐美八幡神社（うさみはちまんじんじゃ）とも称される。
（ちなみに、宇佐美地区にはもう1つ、山の手の阿原田（あわらだ）地区にも八幡神社があるが、そちらは区別の際には阿原田八幡神社（あわらだはちまんじんじゃ）と称される。）

## 概要
宇佐美地区の中央沿岸部に鎮座している。
10月中旬の例大祭では、市指定の無形民俗文化財にもなっている鹿島踊りの他、神輿の海上渡御なども行われる。

## 祭神
- 誉田別命

## 境内社
- 伏見稲荷神社
- 山神社
- 金刀比羅神社

## 文化財
- 鹿島踊り - 市指定無形民俗文化財[3]。